# Kōshin'etsu
Regija Kōshin'etsu (japanski:甲信越) je regija na Honshuu, najvećem otoku Japana. Kōshin'etsu je podregija regije Chūbua, a sastoji se od Tokija i okolice te središnjeg i istočnog Honshua, područja koje obuhvaća prefekture Yamanashi, Nagano i Niigatu.
Ime Kōshin'etsu je formirano od imena starih provincija Kai (danas Yamanashi), Shinano (danas Nagano) i Echigo (danas Niigata). Ova regija je okružena Japanskim morem na sjeverozapadnu, regijom Hokuriku na zapadu, Tōkaijem na jugozapadu, Kantoom na jugoistoku i Tōhokuom na sjeveroistoku. 